# Tàu frigate
Tàu frigate (/ˈfrɪɡət/) là một loại tàu chiến. Từ ngữ này được dùng cho nhiều tàu chiến với nhiều kích cỡ và vai trò khác nhau trong vài thế kỷ gần đây. Theo vai trò gần đây, tàu frigate còn được gọi là tàu khu trục nhỏ, tàu hộ tống, tàu hộ vệ hoặc khinh hạm. Căn cứ theo tính năng và công dụng của tàu, tiếng Hán gọi loại tàu này là tuần phòng hạm (巡防艦). Cần lưu ý là tên gọi tàu hộ vệ cũng dùng cho loại tàu nhỏ hơn có tên tiếng Anh là corvette (xem tàu corvette). Với kích thước và trọng tải khủng, tàu frigate dễ bị phát hiện hơn bởi lá buồm và mũi tàu.
Vào thế kỷ 17, từ frigate được sử dụng để chỉ mọi tàu chiến được chế tạo cho tốc độ và sự cơ động, mô tả thường dùng là "được chế tạo như frigate". Chúng có thể là những tàu chiến mang dàn pháo chính là pháo gắn trên bệ bố trí trên một sàn tàu duy nhất hoặc trên hai sàn tàu (với những khẩu pháo trên bệ nhỏ hơn bố trí trên sàn trước và sàn sau con tàu). Frigate được dùng chung để chỉ những con tàu quá nhỏ không thể đứng trong hàng chiến trận, mặc dù các tàu chiến tuyến ban đầu thường được xem là tàu frigate do chúng được chế tạo để có tốc độ nhanh.
Sang thế kỷ 18, từ ngữ này được dùng để chỉ những con tàu thường dài ngang với tàu chiến tuyến, có các cánh buồm vuông trên cả ba cột buồm, nhưng nhanh hơn và trang bị vũ khí nhẹ hơn, sử dụng trong nhiệm vụ tuần tra và hộ tống. Trong một định nghĩa được Bộ Hải quân Anh Quốc sử dụng, tàu frigate là những tàu được xếp hạng có ít nhất 28 khẩu pháo, mang dàn vũ khí chính trên một sàn tàu liên tục duy nhất là sàn trên, trong khi tàu chiến tuyến thường sở hữu hai hoặc nhiều hơn sàn tàu liên tục mang các dàn pháo. Tàu frigate không mang theo pháo trên các sàn tàu bên dưới; nhưng trong Hải quân Hoàng gia Anh, sàn dưới lại thường được gọi là "sàn pháo" (trong Hải quân Hoa Kỳ thường gọi là "sàn ngủ"), ngay cả cho frigate, trong khi nơi này không mang bất kỳ khẩu pháo nào. Cả hai kiểu tàu đều thường mang theo các khẩu pháo bổ sung đặt trên bệ nhỏ hơn bố trí ở sàn sau và cấu trúc thượng tầng phía trước. Về phương diện kỹ thuật, tàu được xếp hạng có ít hơn 28 không được xếp là tàu frigate mà gọi là "Post-ship" (tàu vị trí); tuy nhiên, trong văn nói thông thường đa số Post-ship lại được mô tả là "frigate", tương tự như việc vô tình dùng sai thuật ngữ này mở rộng cho những tàu hai sàn pháo vốn quá nhỏ không thể đứng vào hàng chiến trận.
Vào cuối thế kỷ 19 (bắt đầu vào khoảng năm 1858 với việc chế tạo những chiếc kiểu mẫu của hải quân Anh và Pháp), tàu frigate bọc thép là một kiểu tàu chiến bọc sắt, và trong một thời gian là kiểu tàu chiến nổi mạnh mẽ nhất. Thuật ngữ "frigate" được sử dụng vì kiểu tàu này tiếp tục mang dàn hỏa lực chính trên sàn tàu trên liên tục duy nhất. Những chiếc thiết giáp hạm cuối thế kỷ 19 được phát triển từ những tàu frigate bọc thép hơn là từ những tàu chiến tuyến.
Trong hải quân hiện đại, tàu frigate được sử dụng để bảo vệ các tàu chiến khác và các tàu buôn, đặc biệt là như những tàu chống tàu ngầm cho những lực lượng đổ bộ viễn chinh, các đội tiếp liệu dọc đường, và các đoàn tàu vận tải (vì vậy tiếng Việt dịch tàu frigate là tàu hộ tống). Nhưng những lớp tàu được gọi tên là "frigate" đồng thời cũng tương tự như tàu corvette (tàu hộ tống nhỏ), tàu khu trục, tàu tuần dương, và thậm chí là với cả thiết giáp hạm.
Cấp bậc cổ Thuyền trưởng Frigate (tiếng Anh: Frigate Captain, tương đương Trung tá Hải quân ngày nay) xuất phát từ tên của kiểu tàu này; hiện vẫn được hải quân một vài nước tiếp tục sử dụng.

### Nguồn gốc

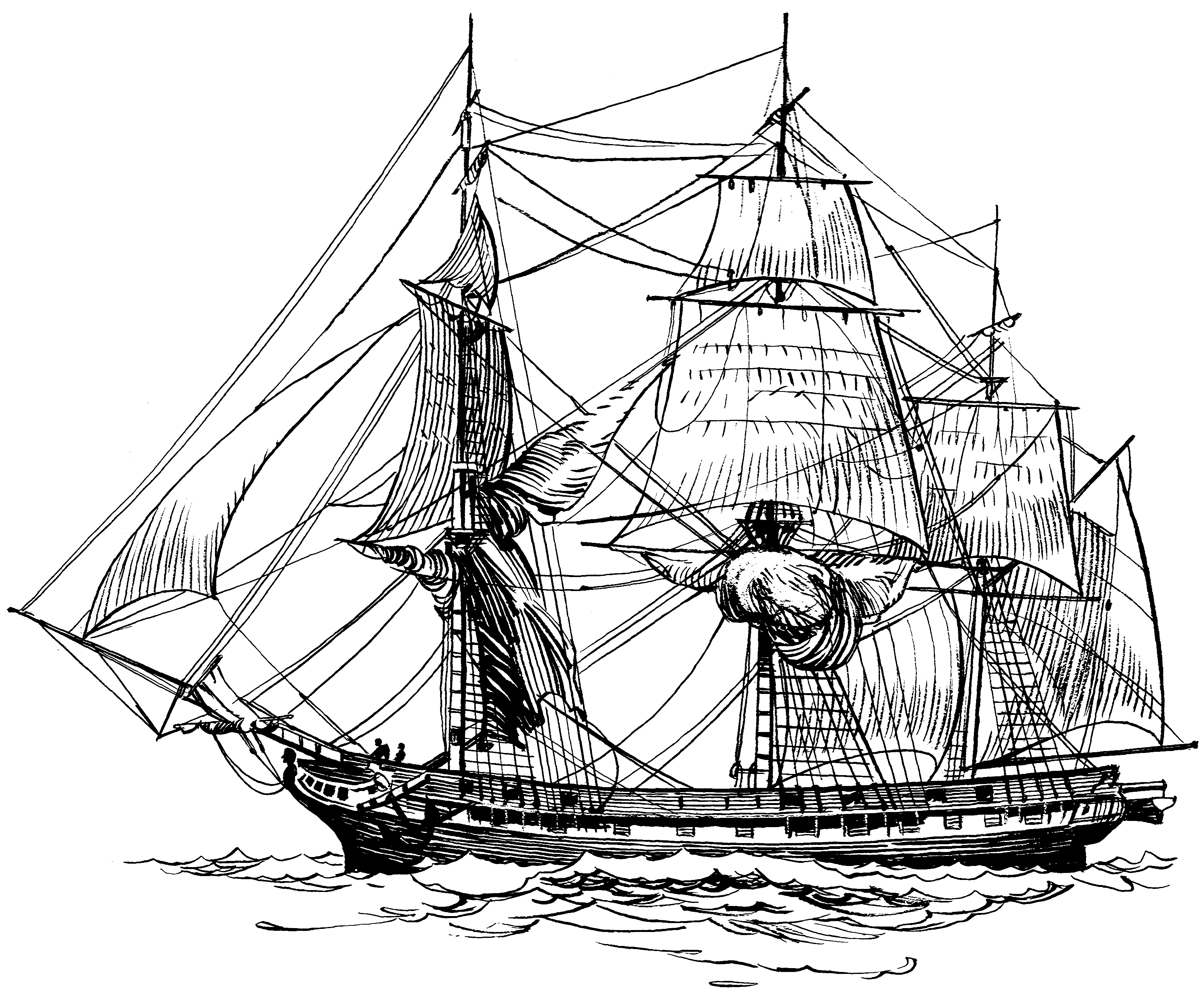
Tranh vẽ minh họa tàu frigate chạy buồm

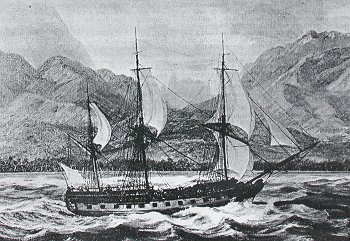
Tranh vẽ minh họa tàu frigate Boudeuse của Louis Antoine de Bougainville

### Thiết kế cổ điển

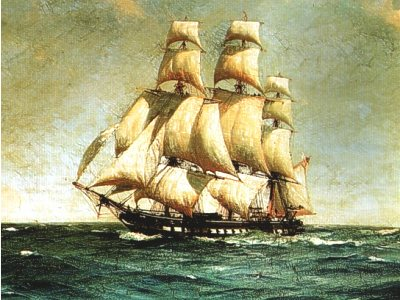
Một chiếc frigate lớp Magicienne

### Vai trò

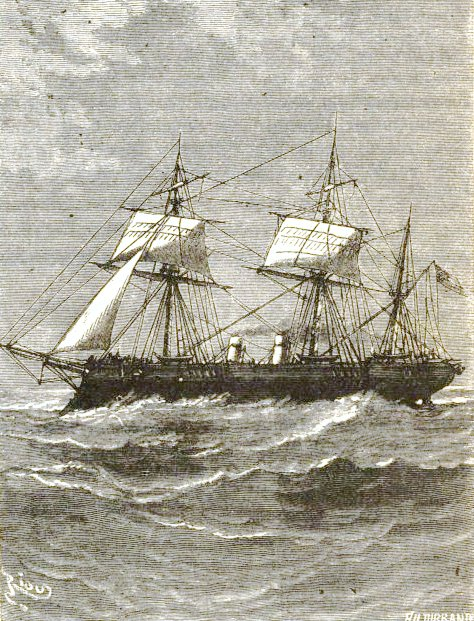
USS Abraham Lincoln, một tàu frigate bọc sắt hư cấu, là con tàu tiêu biểu trong tiểu thuyết Hai vạn dặm dưới đáy biển của nhà văn Jules Verne

## Kỷ nguyên tàu hơi nước

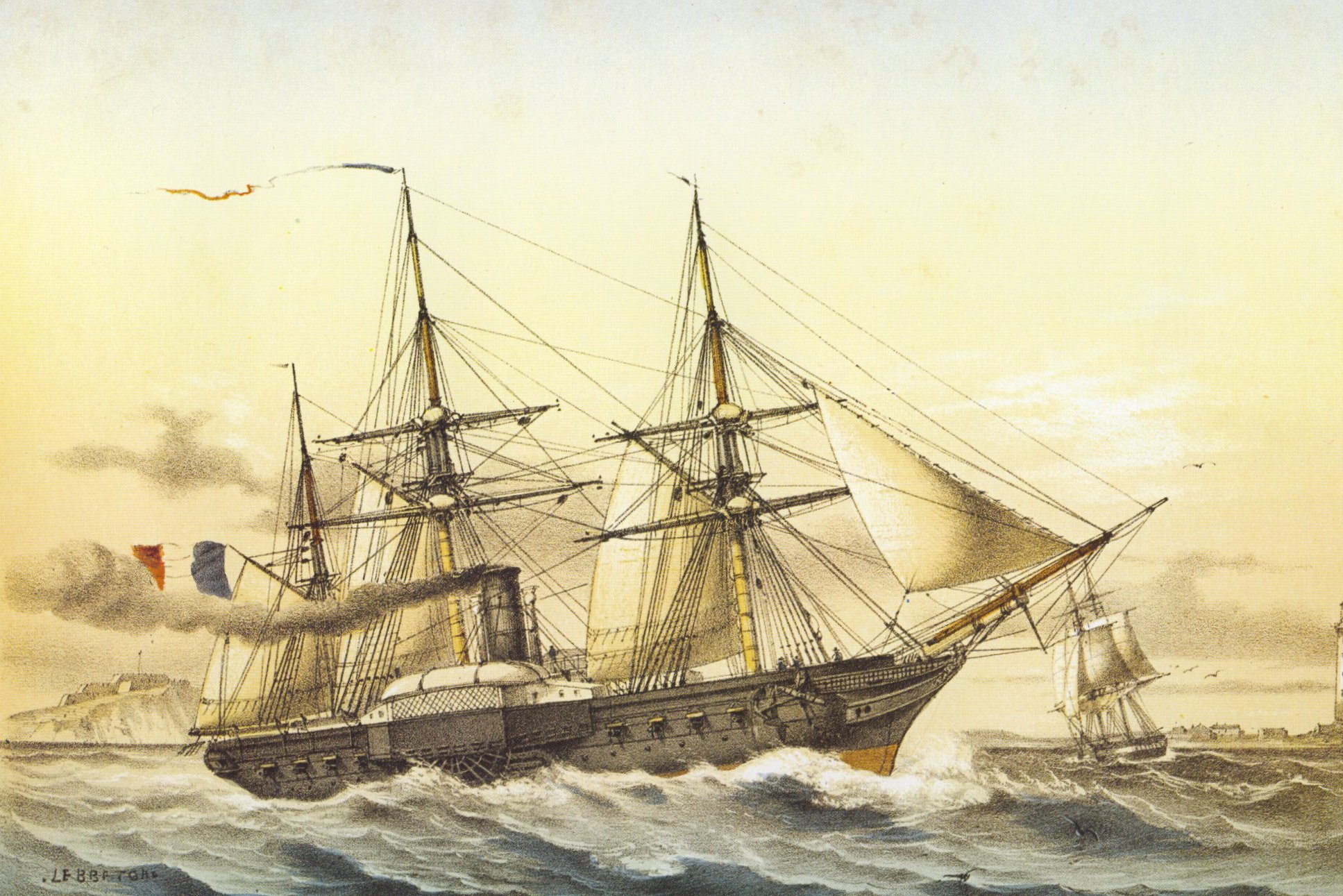
Tàu frigate chạy guồng Pháp Descartes

### Vai trò tên lửa điều khiển

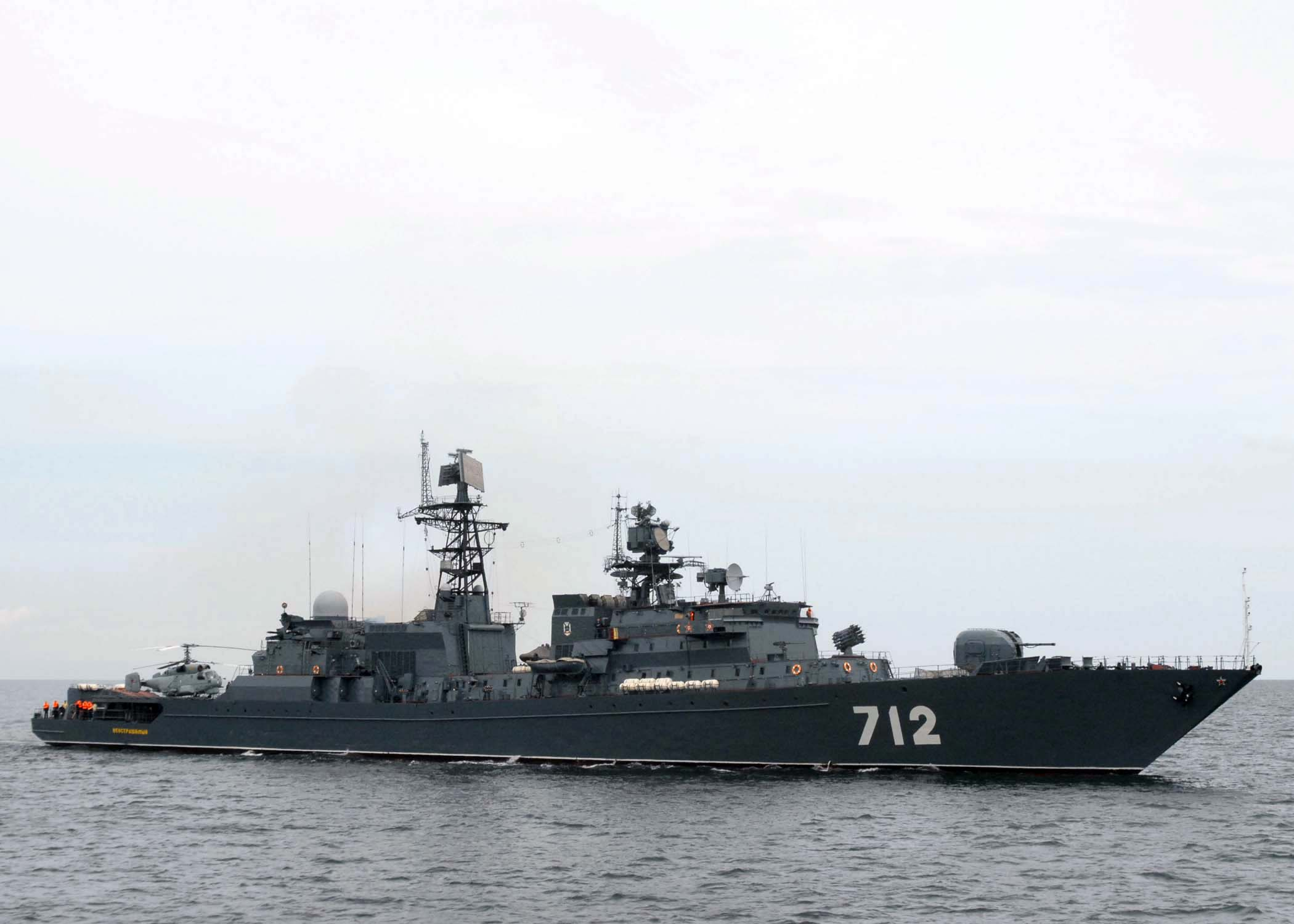
Lớp tàu frigate Neustrashimy
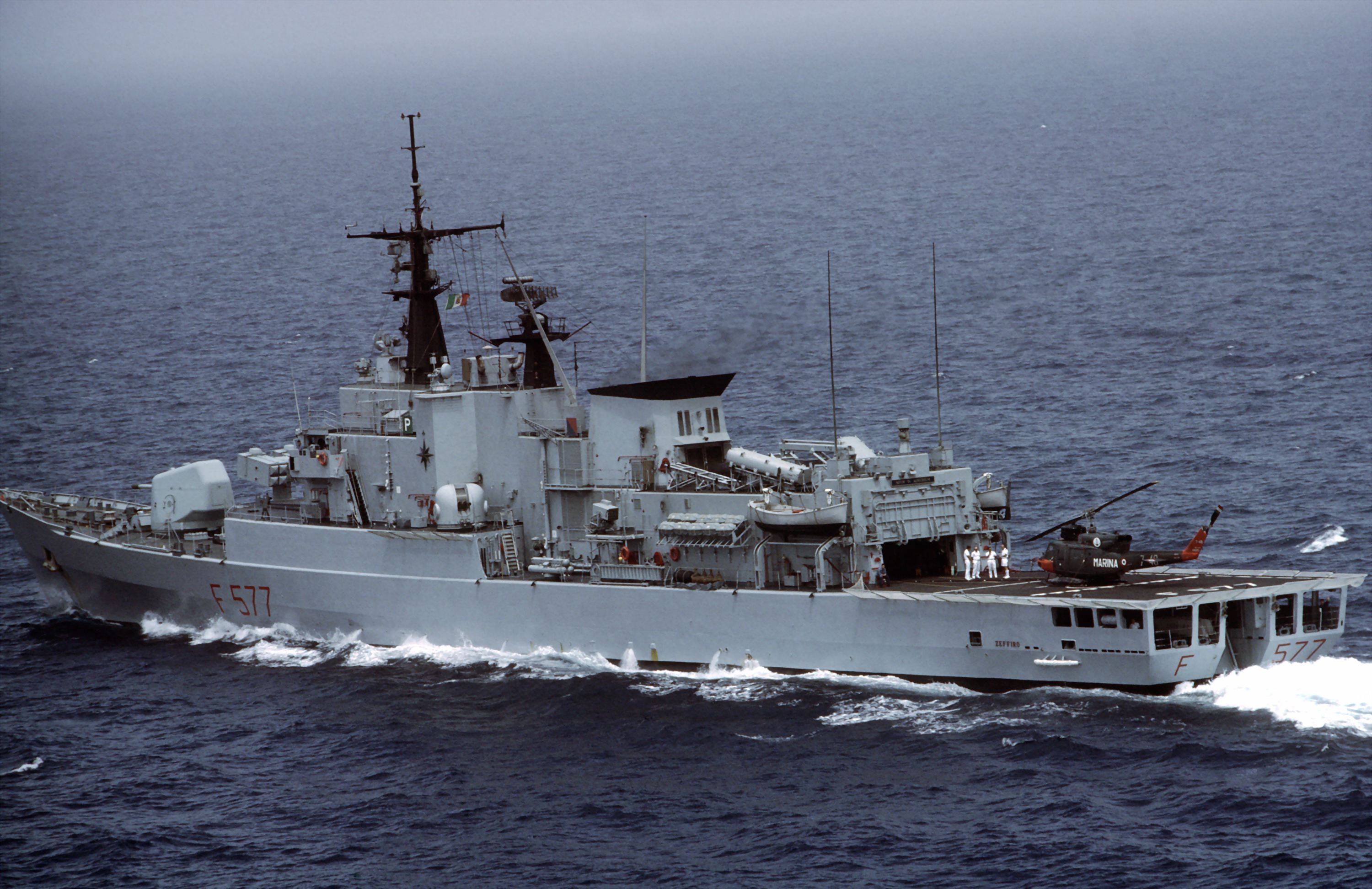
Lớp tàu frigate Maestrale
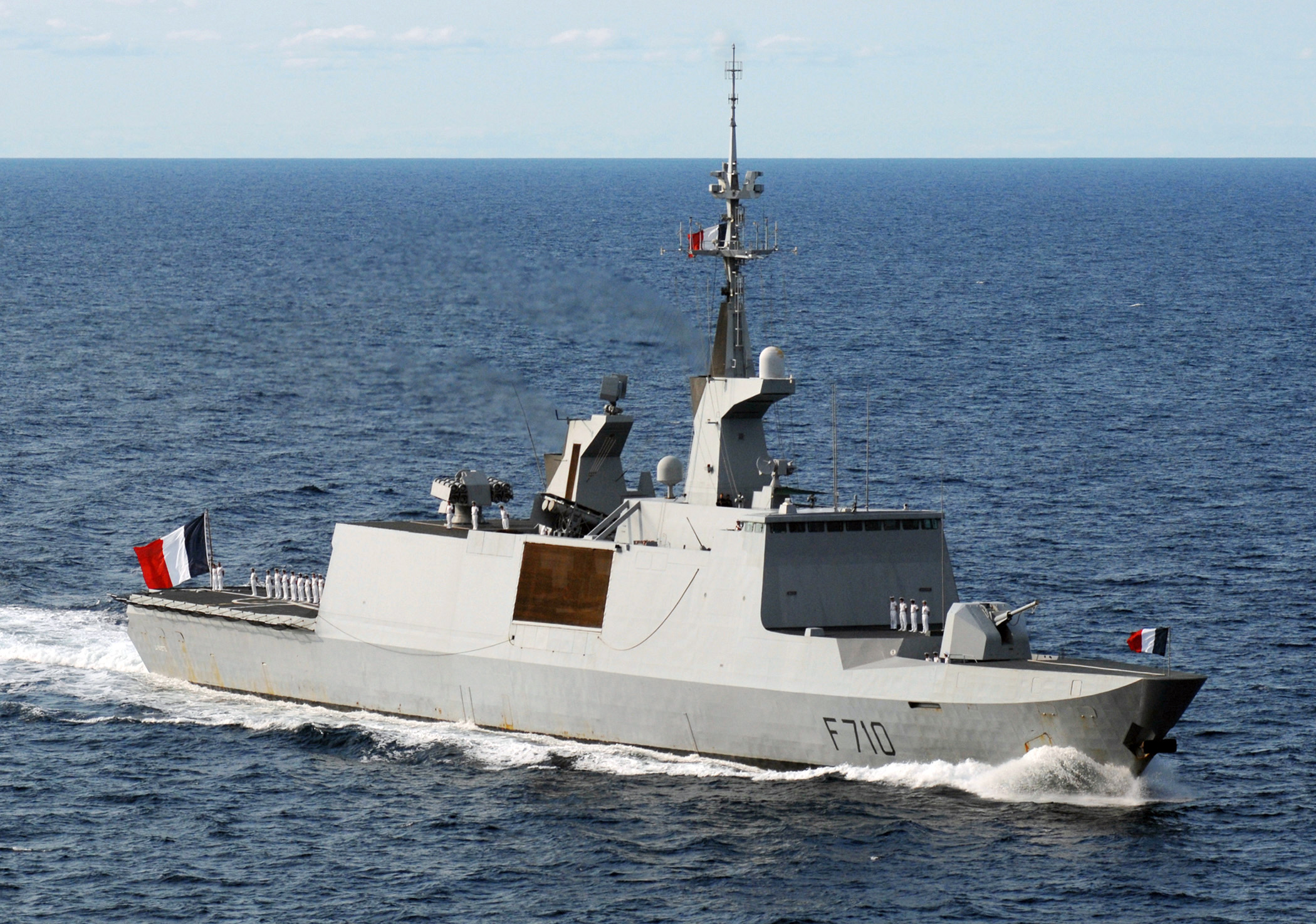
Lớp tàu frigate La Fayette
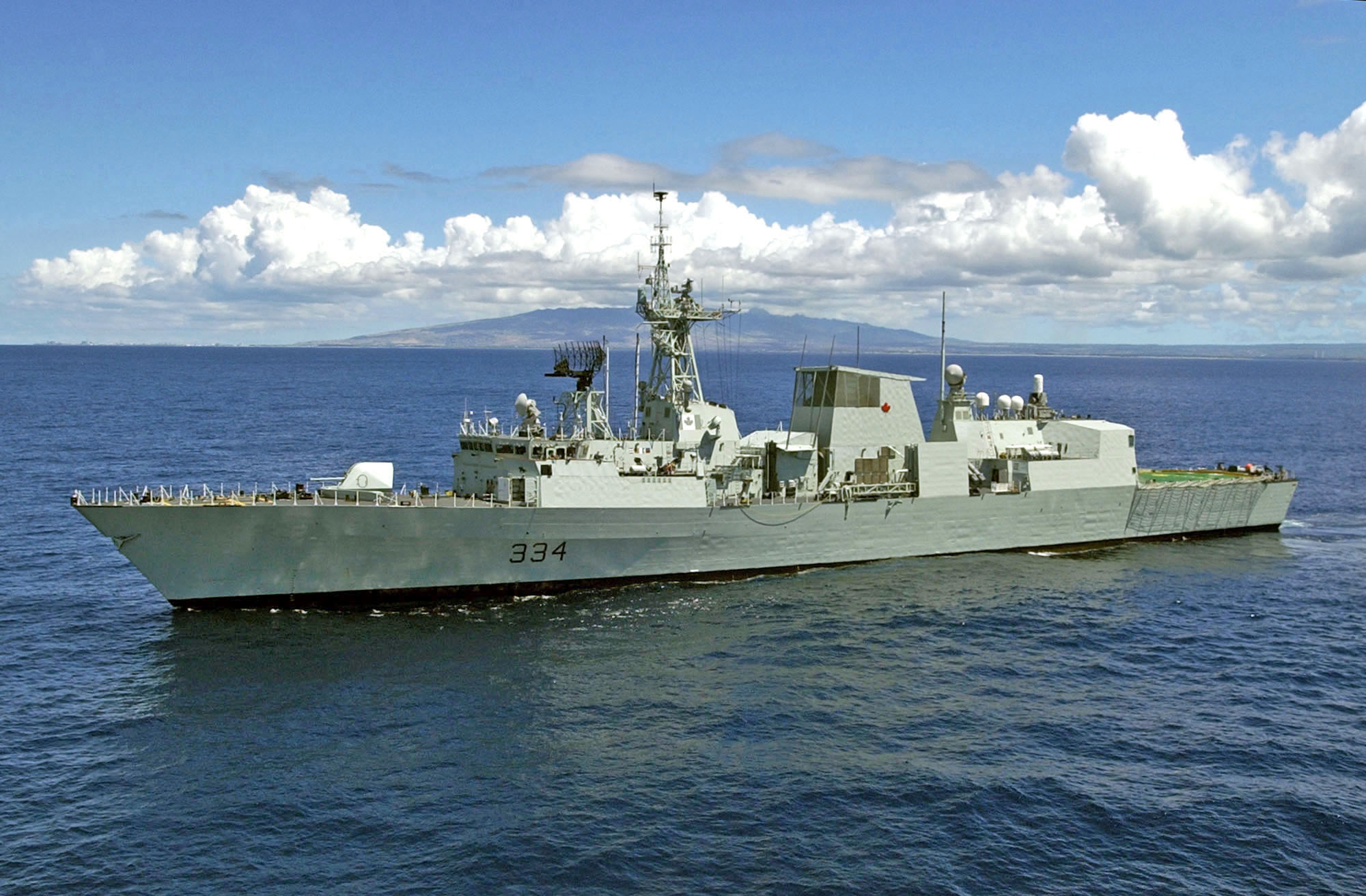
Lớp tàu frigate Halifax

### Vai trò chống tàu ngầm

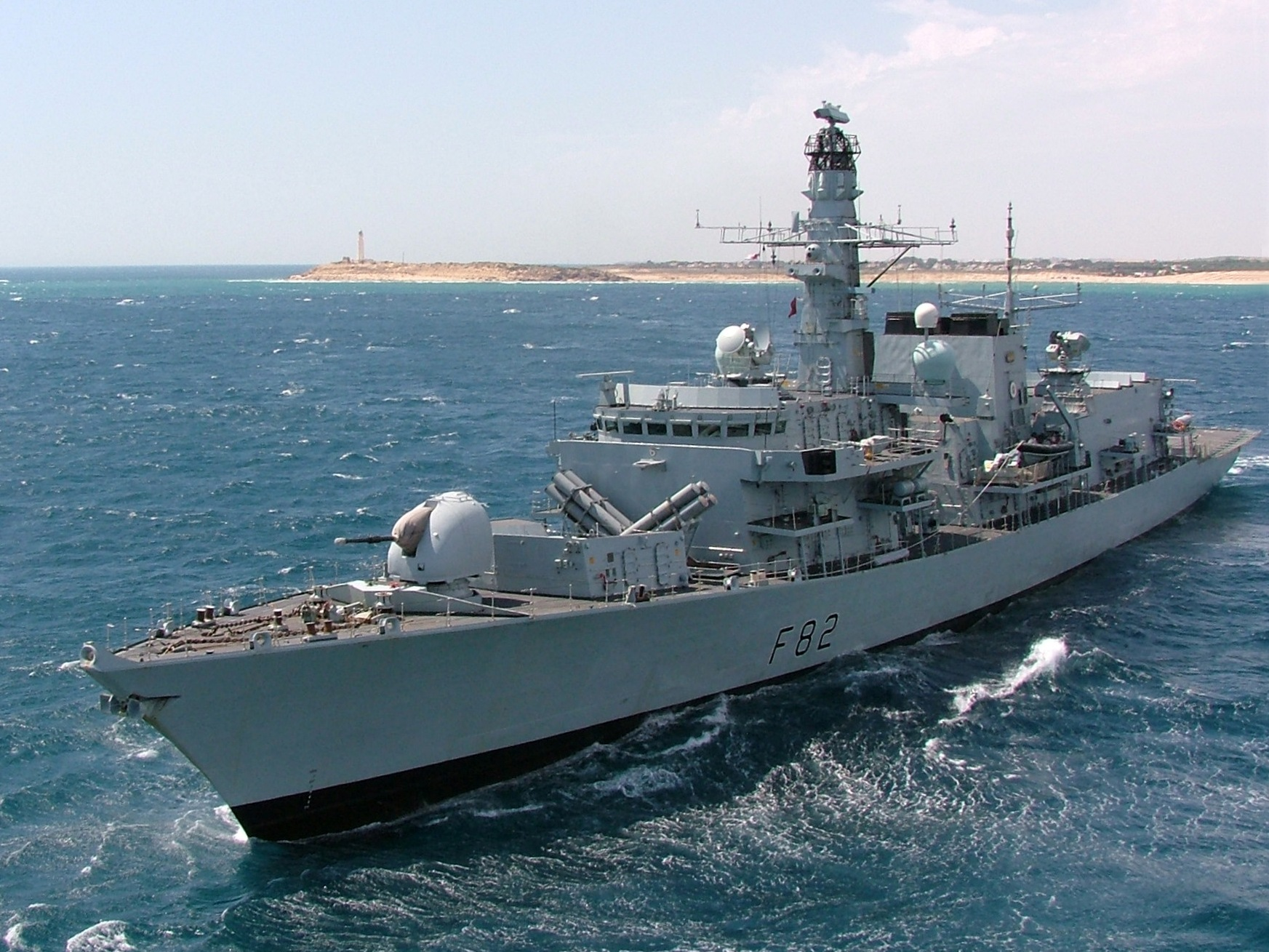
Tàu hộ tống HMS Somerset của Hải quân Hoàng gia Anh, một tàu frigate chống tàu ngầm hàng đầu thuộc Kiểu 23

### Những phát triển hơn nữa

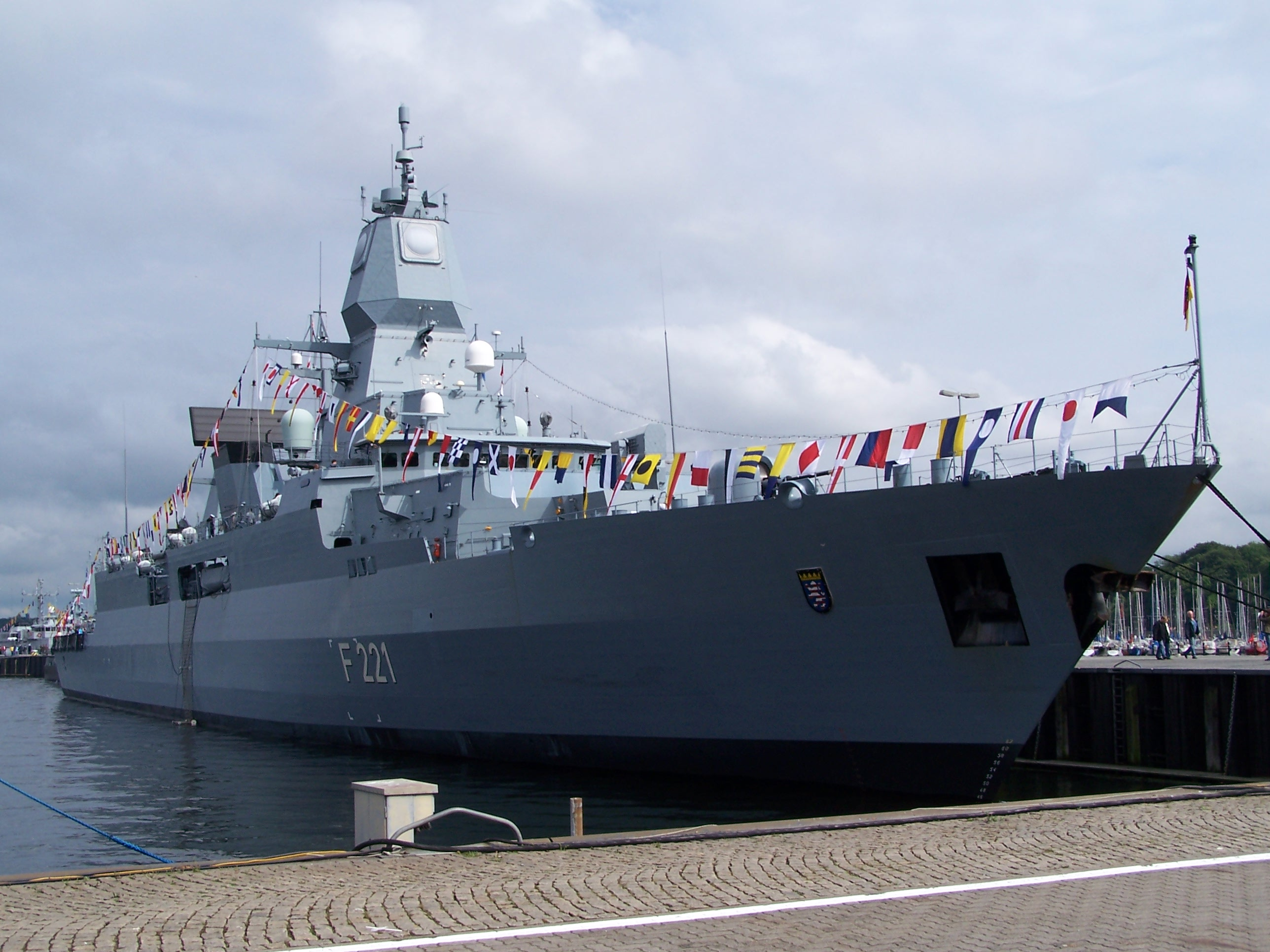
Một tàu frigate Lớp Sachsen của Hải quân Đức

#### Những hình ảnh

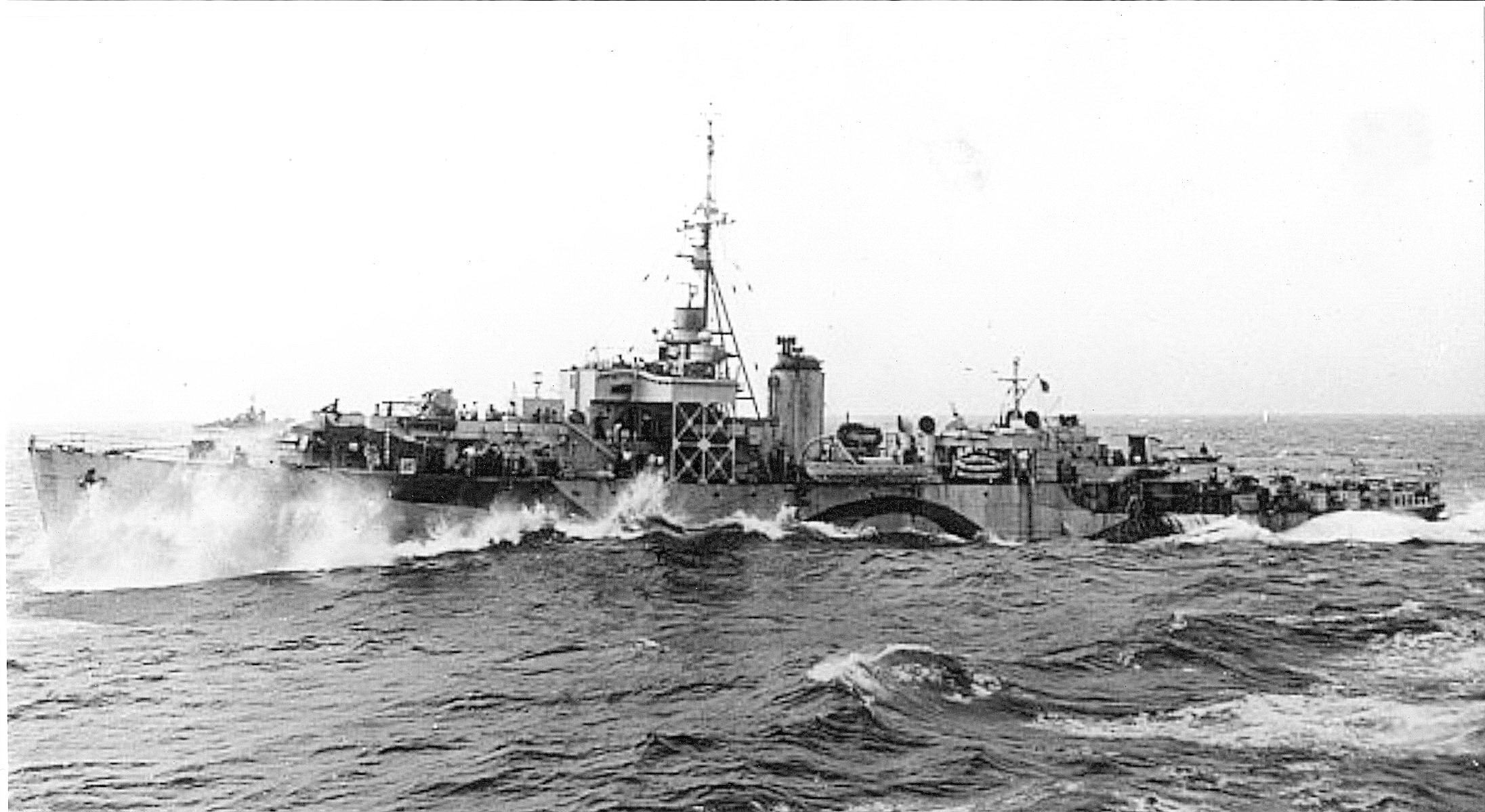
HMS Swale thuộc lớp River, tàu frigate đầu tiên của kỷ nguyên hiện đại
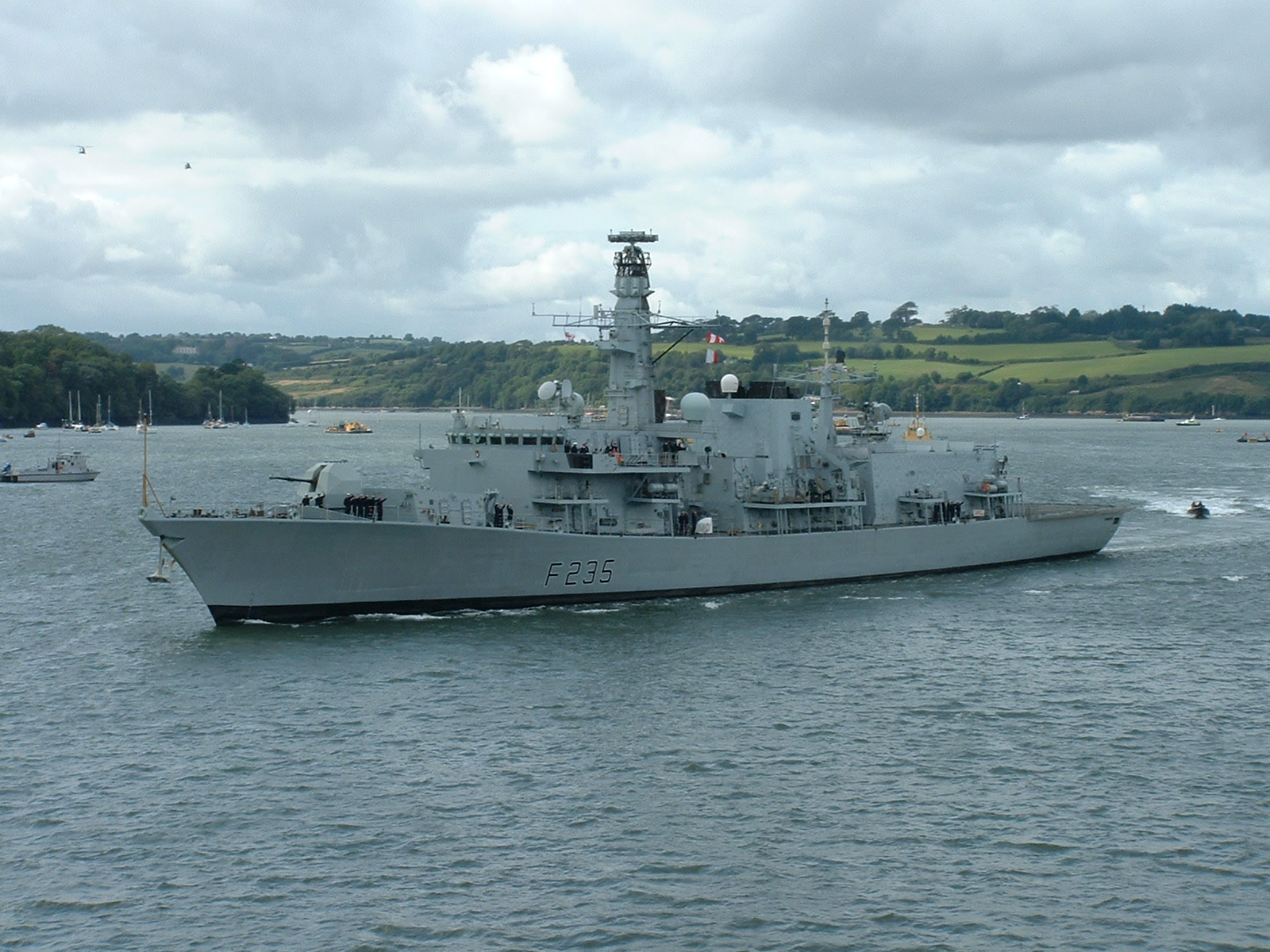
HMS Monmouth, tàu frigate Kiểu 23 của Anh
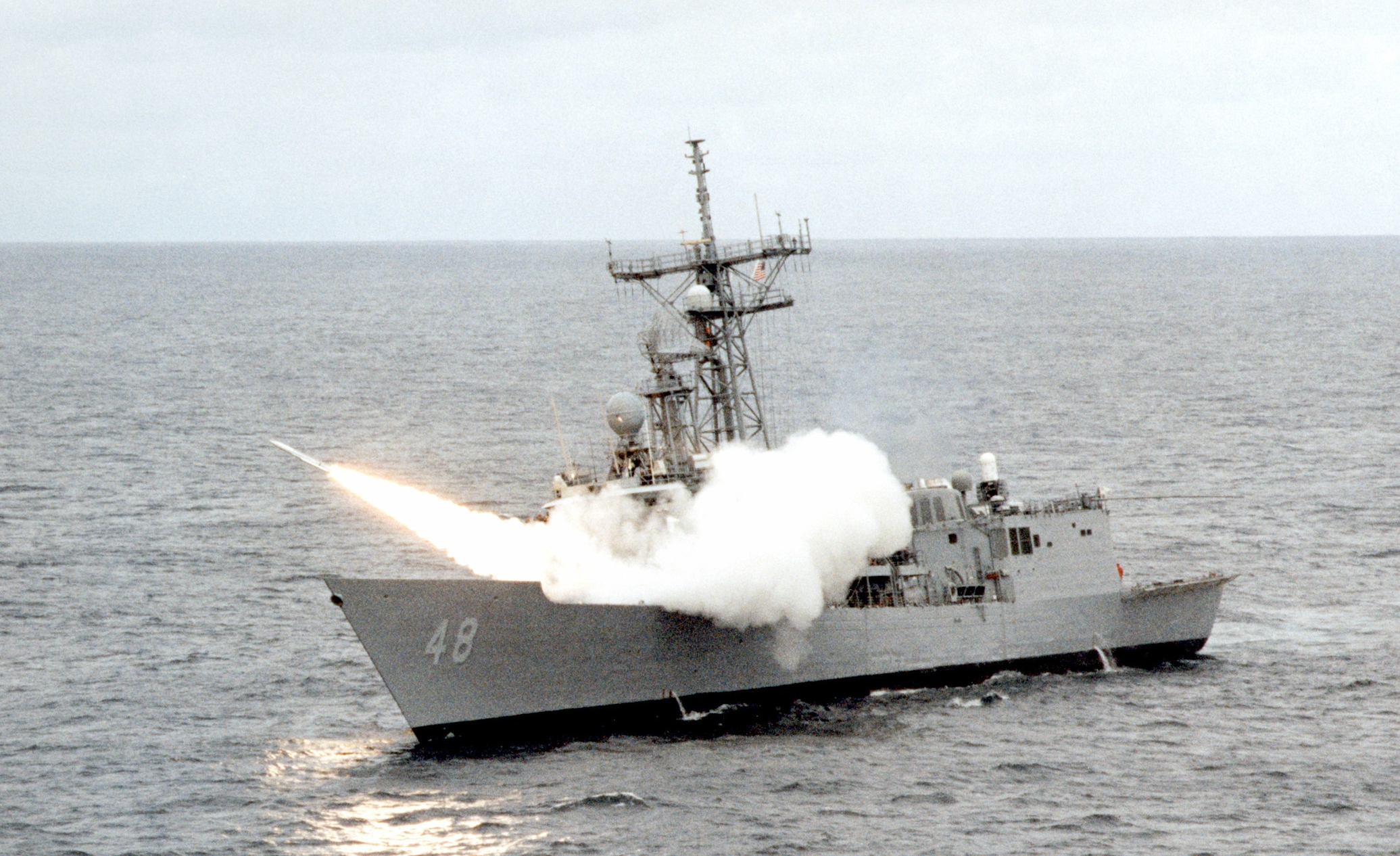
USS Vandegrift, tàu frigate Hoa Kỳ thuộc lớp Oliver Hazard Perry
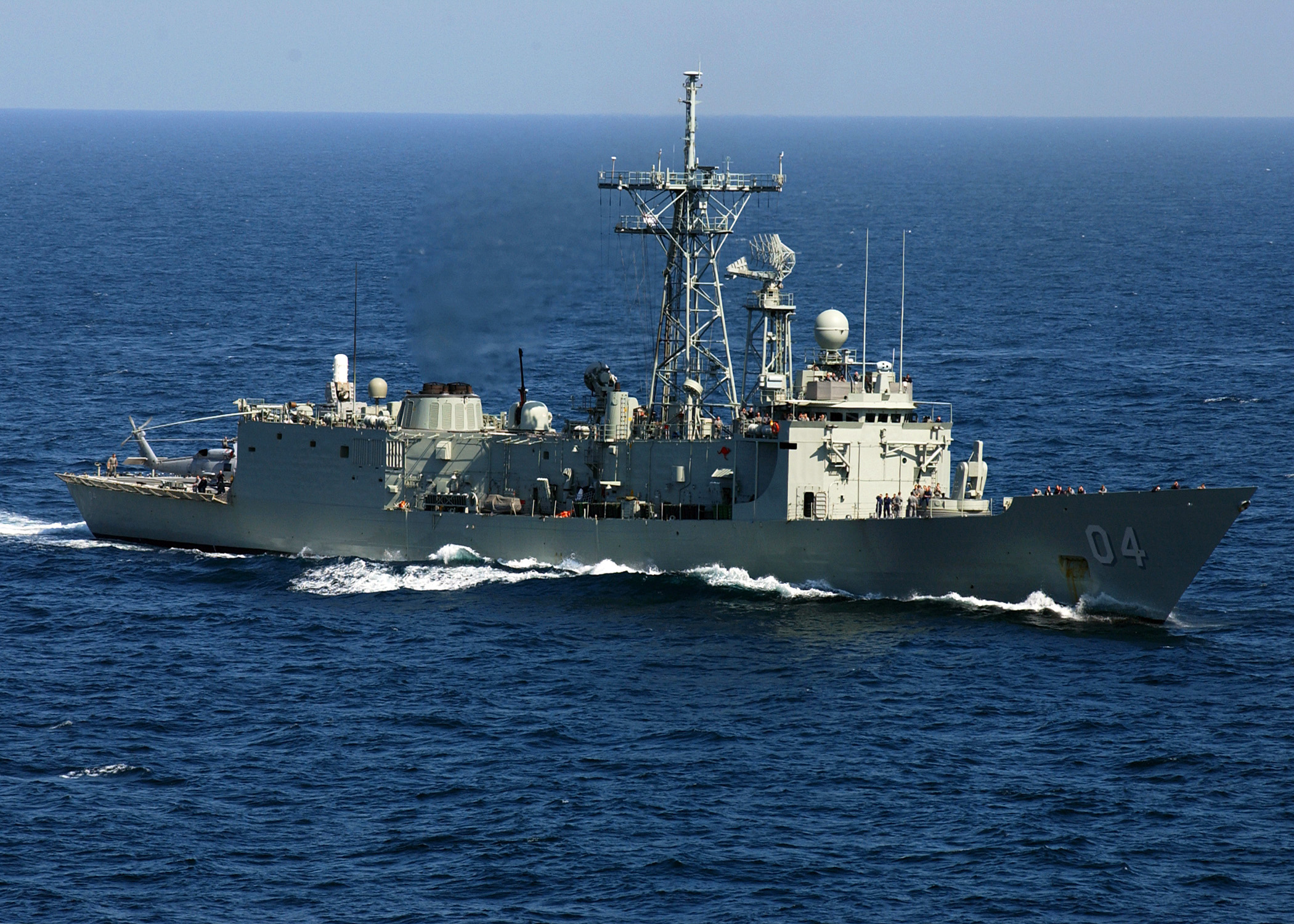
HMAS Darwin, tàu frigate Australia thuộc lớp Adelaide
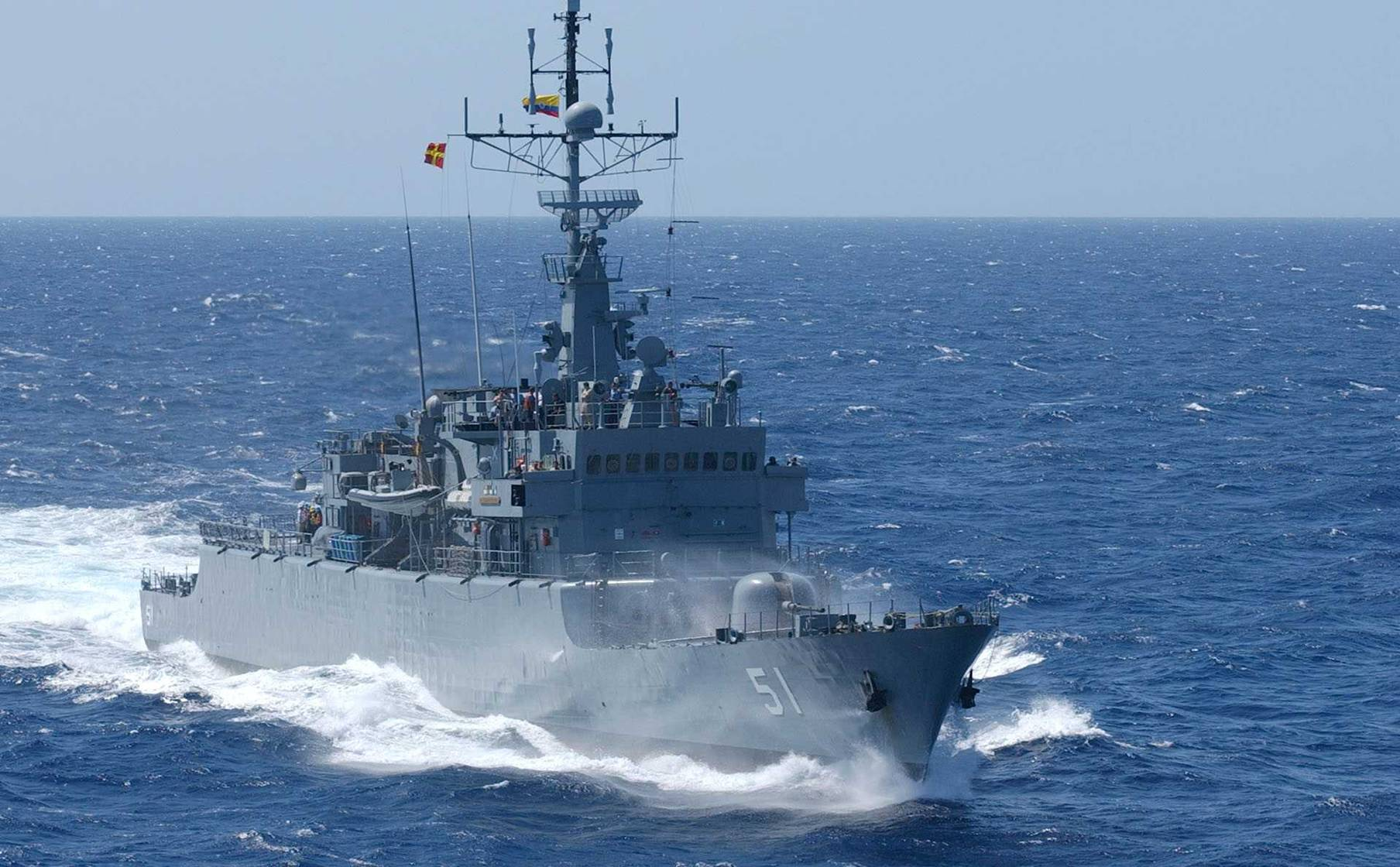
ARC Almirante Padilla, tàu frigate hạng nhẹ Colombia thuộc lớp Padilla
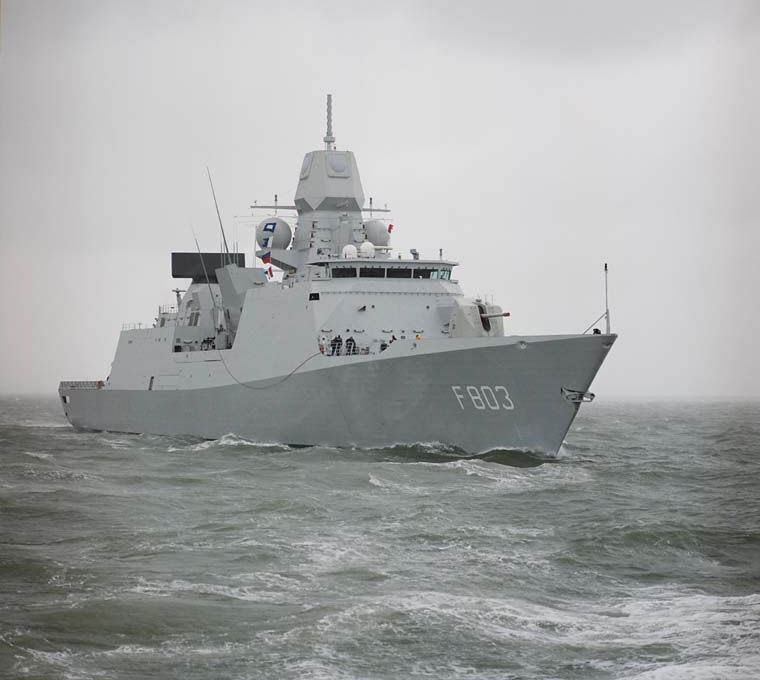
Lớp tàu frigate De Zeven Provinciën của Hà Lan.
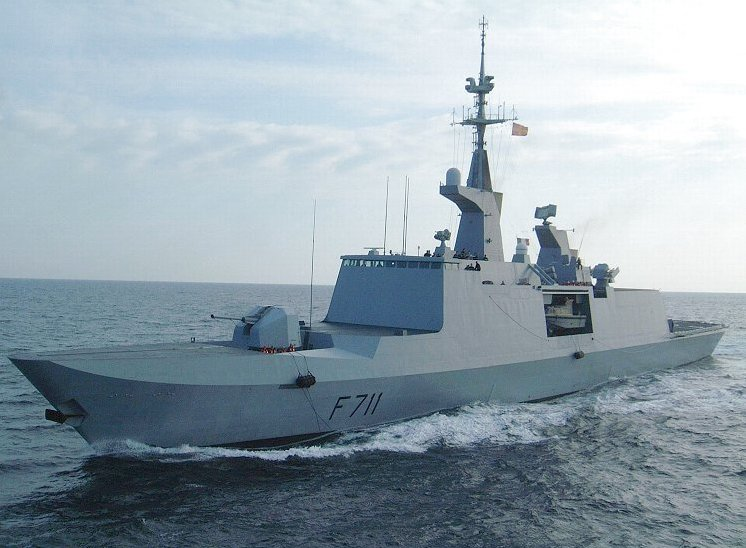
Surcouf, tàu frigate Pháp thuộc lớp La Fayette
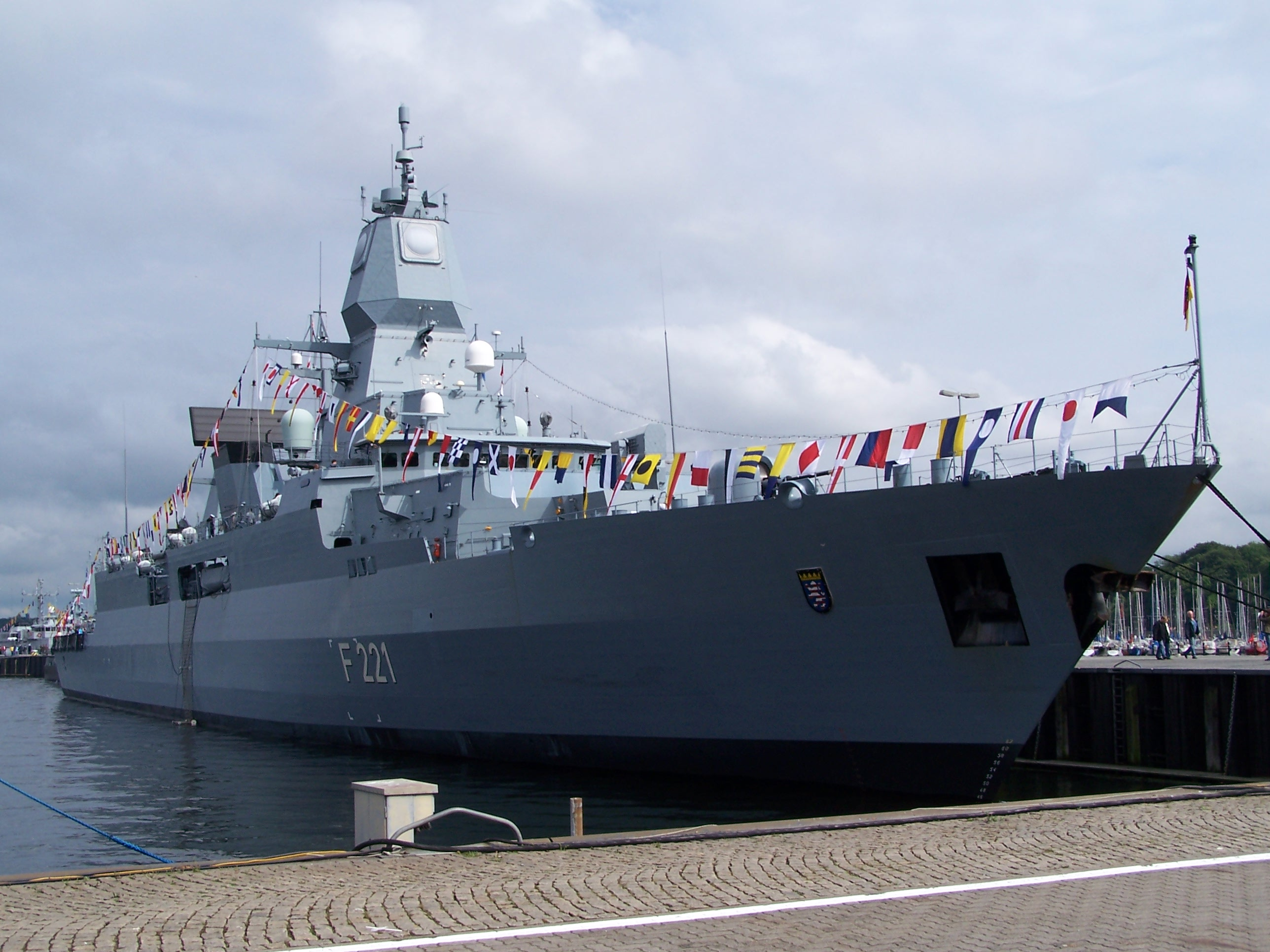
F221 Hessen, tàu frigate Đức thuộc lớp Sachsen
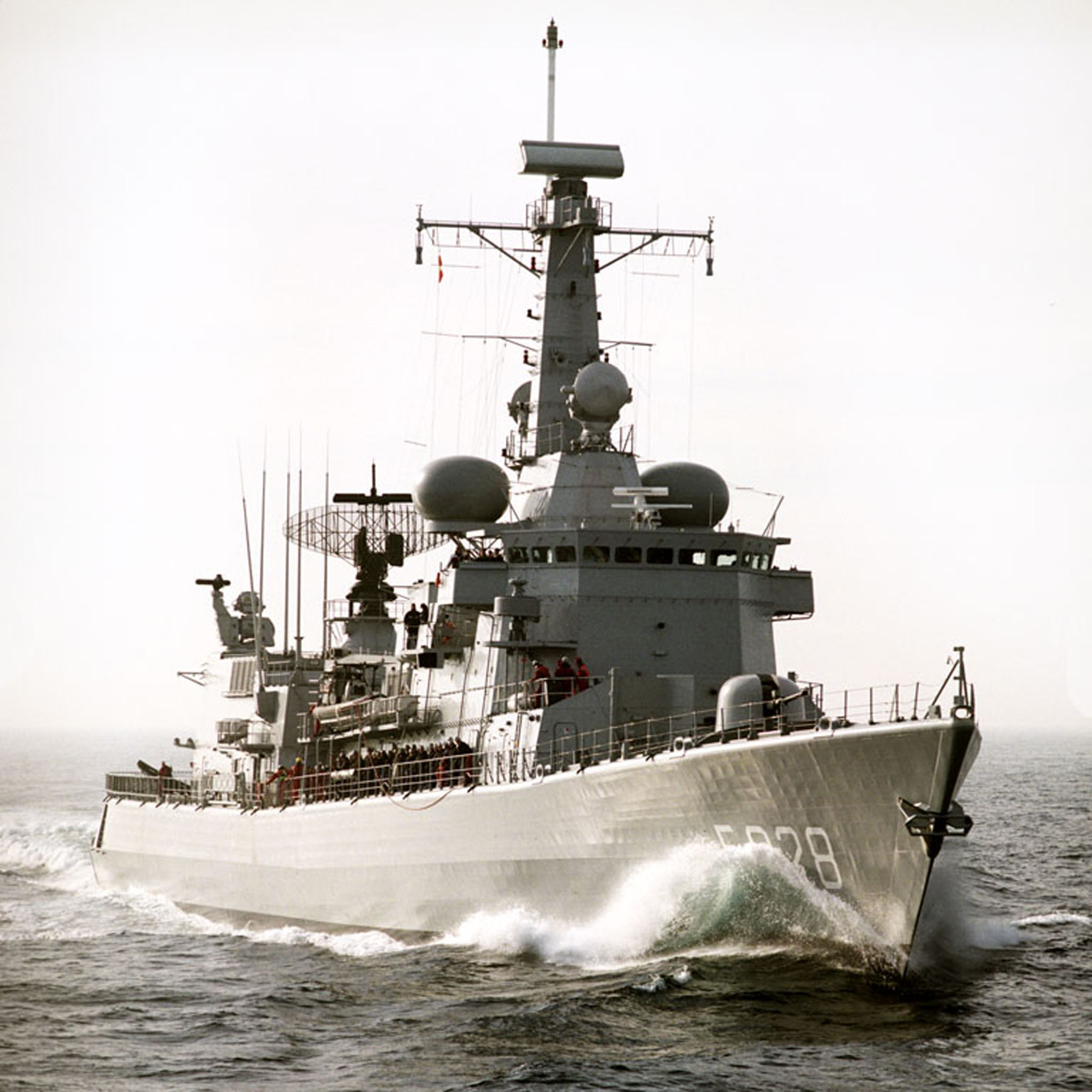
HNLMS Van Speijk, tàu frigate Hà Lan thuộc lớp Karel Doorman
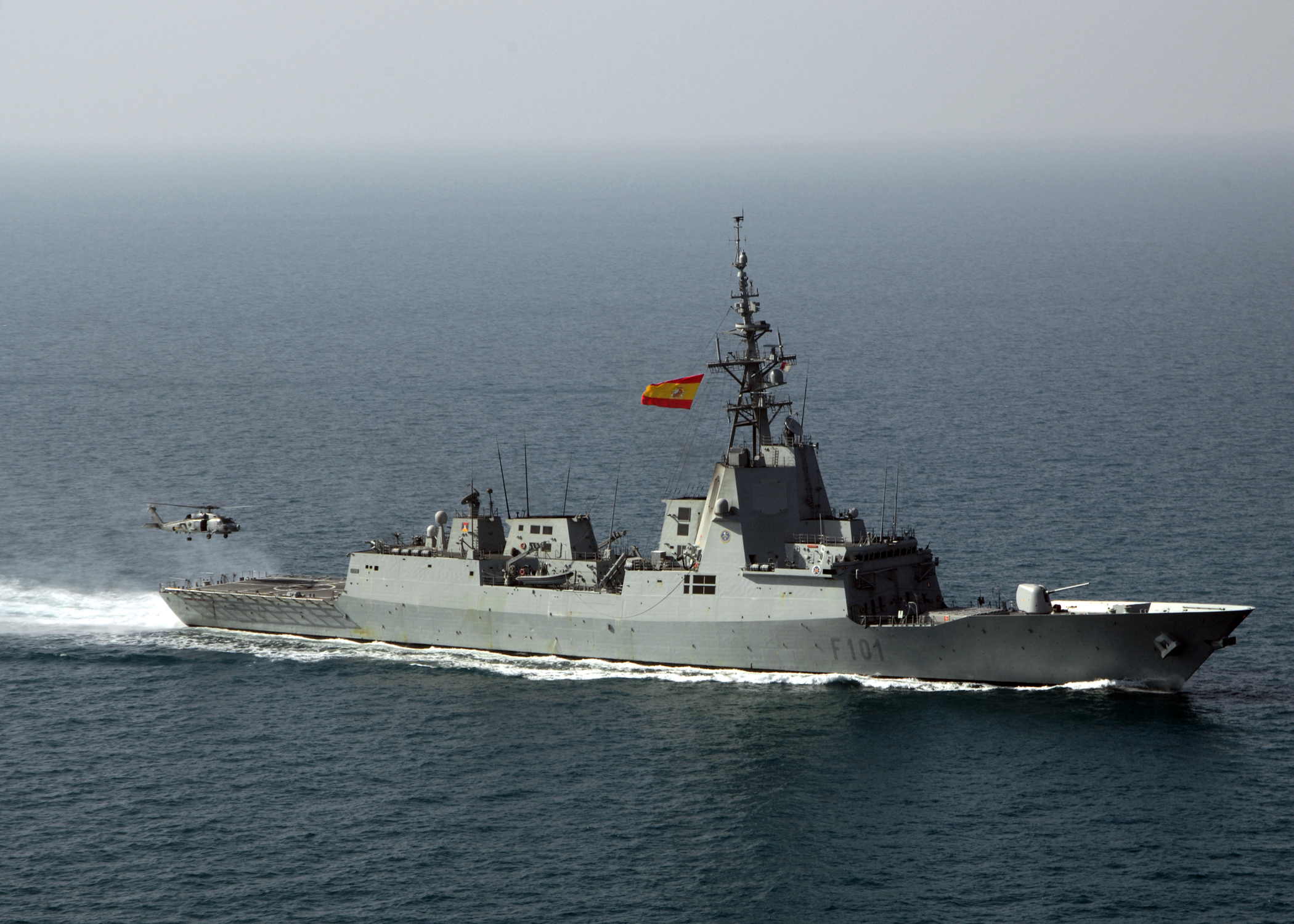
lớp tàu frigate Álvaro de Bazán của Tây Ban Nha
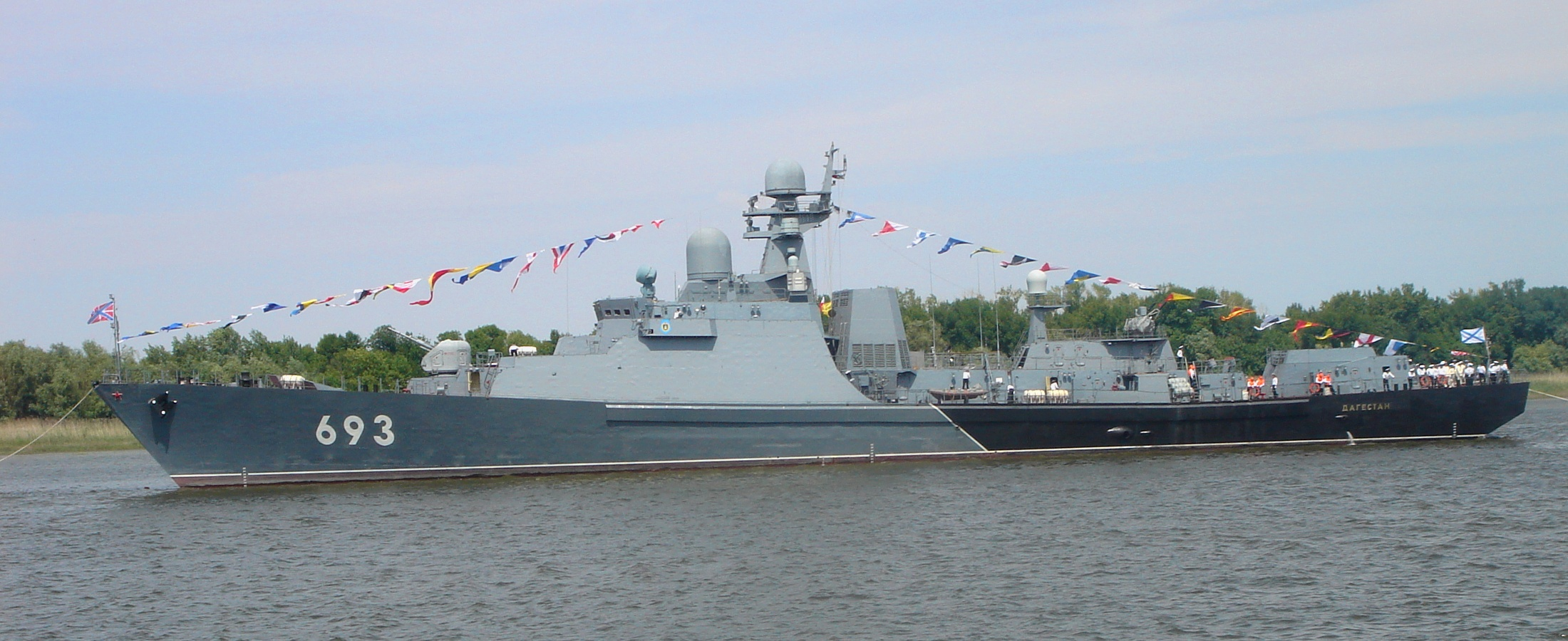
Lớp tàu frigate Gepard của Nga

## Văn hóa đại chúng

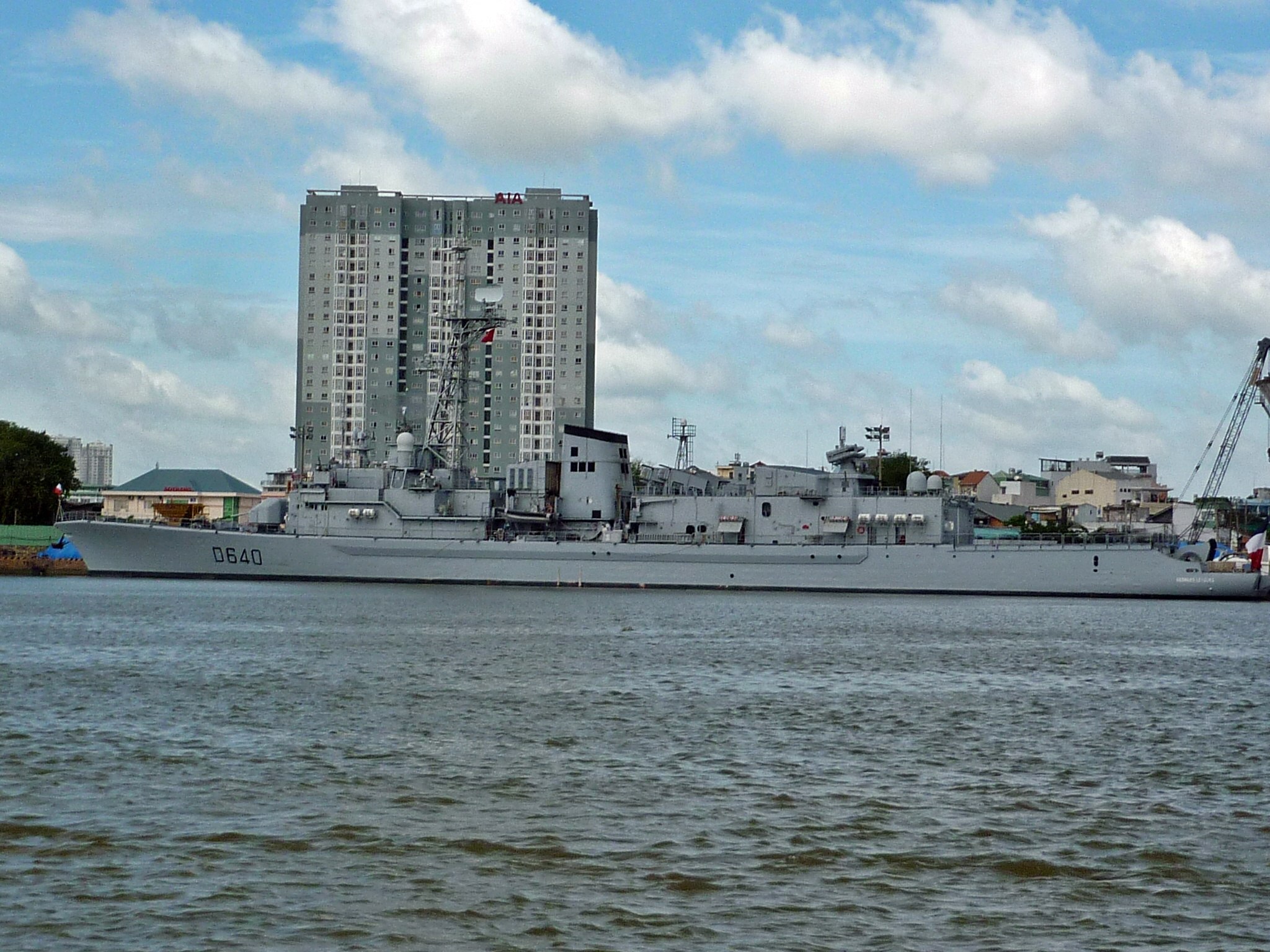
Khu trục hạm chống ngầm lớp Leygues của Hải quân Pháp neo tại cảng Sài Gòn trong chuyến thăm Việt Nam

## Kỷ nguyên tàu buồm